# Stottmert
Stottmert ist ein Ortsteil der Gemeinde Herscheid im Märkischen Kreis.

## Geographie

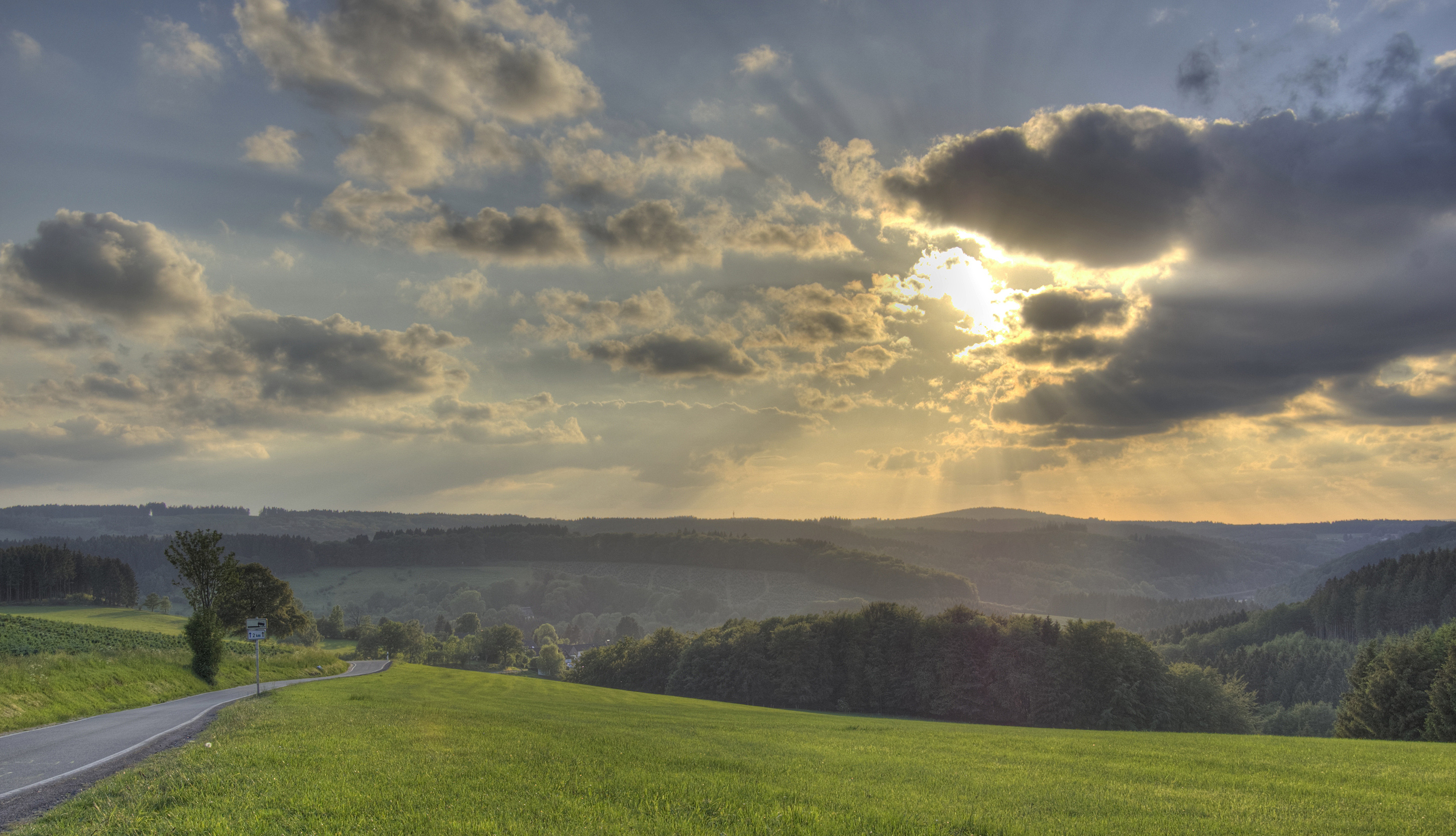
Die Landschaft in unmittelbarer Nähe zu Stottmert

Die Ortschaft liegt eingebettet im Naturpark Ebbegebirge im Sauerland. Nördlich der Ortschaft befindet sich die Versetalsperre. Die Fürwiggetalsperre schließt sich im Süden an Stottmert an.

## Geschichte
Stottmert wurde erstmals im Jahr 1395 urkundlich im Zusammenhang mit einem Abgabenregister erwähnt. In diesem Jahr erbrachten die Bewohner die jährlich zu leistende kirchliche Abgabe an den Pfarrer von Herscheid.

## Bergbau
Am 18. Oktober 1853 erfolgte die Mutung der Grube Bergmannsleben. Die Verleihung der Schürfrechte erfolgte am 26. Juni 1854. Anfänglich handelte es sich um eine Eisensteingrube. Später wurden noch Anteile von Kupfer, Zink und Bleierz. gefunden. Aufgrund der Minderwertigkeit der Erze wurde die Grube bereits im Jahr 1861 wieder geschlossen.